# Electronic commerce
Electronic commerce, e-commerce, e-business, elektronische bedrijfsvoering of internethandel is het bedrijven van handel via computernetwerken als het internet of een extranet en de studie hiervan.
Het begrip electronic commerce is dus breder dan geld verdienen op internet. Maar met name internet heeft gezorgd voor een explosieve toename van e-commerce. In de eerste plaats doordat aanbieders en afnemers tegen betrekkelijk geringe kosten een wereldwijde markt kunnen betreden die door internet bovendien veel transparanter is geworden.

## Definities

### Verschil tussen e-commerce en e-business
Hoewel er volgens bepaalde auteurs geen verschil is tussen e-commerce en e-business, definiëren velen e-business ruimer. E-business incorporeert volgens hen ook de transacties binnen de organisatie. E-commerce wordt dan gezien als een onderdeel van e-business, waarbij de nadruk veelal ligt op de buy-side (e-procurement) en de sell-side.
De term e-business is een handelsmerk van IBM en werd door hen gedefinieerd als: de transformatie van essentiële bedrijfsprocessen via internettechnologieën.
In de rest van dit artikel wordt e-business als een synoniem van e-commerce beschouwd.
Er zijn verschillende vormen van e-commerce:
1. Business to business (B2B): handel tussen twee bedrijven.
2. Business to consumer (B2C): handel tussen een bedrijf en een consument.
3. Consumer to consumer (C2C): handel tussen consumenten. (Marktplaats)
4. Business to business for consumer (B2B4C): Handel van bedrijf naar bedrijf voor consumenten (Supermarktartikelen)

De overheid speelt ook een belangrijke rol in de e-commerce:
1. (G2C): Government to citizen.
2. (G2B): Government to business.
3. (G2G): Government to government.

Tegenwoordig worden ook werknemers (Employees) in dit model betrokken, zoals bij B2E, E2E, E2B.
Een andere classificatie is naar de volgende drie verschijningsvormen van electronic commerce.
1. Elektronische markten: Goederen en diensten worden verhandeld (verkocht en gekocht), zogeheten business interactions.
2. Interorganisationele systemen: Organisaties integreren via een netwerk hun informatie-, communicatiestromen en werken op deze manier samen, bijvoorbeeld via projectsoftware, groupware en collaboration software.
3. Customer service: het verlenen van service aan klanten op manieren die voor de invoering van electronic commerce niet mogelijk waren.

### Disciplines
Electronic commerce is een interdisciplinaire academische en toepassingsgerichte discipline. Het bevat elementen uit de volgende vakgebieden:
- Marketing, consumentengedrag en psychologie.
- Informatica en management information systems.
- Economie, financiering, accounting, auditing en management.
- Rechten en ethiek.

## Geschiedenis

### E-commerce vóór het internettijdperk
Naarmate de communicatiemiddelen verbeteren, nemen de handelsmogelijkheden toe. Dat vond al toepassing bij de ontwikkeling van de geschreven taal en de boekdrukkunst. Maar ook door de ontwikkeling van transportmogelijkheden: de ontwikkeling van de scheepvaart, de trein, de auto en het vliegtuig. En door het ontstaan van de posterijen, telegrafie en telefonie.
Het beginpunt van e-commerce is het moment dat computers met elkaar konden communiceren. Tot die tijd moesten computers het hebben van hun eigen opslag- en bewerkingscapaciteit. Voor bedrijven hadden computers al veel nut: op die manier konden grote hoeveelheden gegevens systematisch worden opgeslagen en bewerkt. Bijvoorbeeld financiële gegevens en gegevens over het assortissement en de klanten. De ontwikkeling van Enterprise Resource Planning (ERP) was begonnen.
De opkomst van electronic commerce begon in de jaren 1970 met innovaties zoals Electronic Fund Transfers (EFTs). Deze systemen maakten via een netwerk geld over tussen verschillende rekeningen. De opkomst van electronic data interchange (EDI), een systeem voor data-uitwisseling tussen organisaties, zorgde ervoor dat electronic commerce zich ook uitbreidde naar niet-financiële transacties. Telecommunicatietoepassingen, zoals digitale veilingen en ticketreserveringssystemen, en vergroting van de netwerkcapaciteit, zorgden ervoor dat electronic commerce in de jaren 1990 echt een factor van belang ging worden voor veel bedrijven.

### De opkomst van internet
Internet is eind jaren 1960 in de Verenigde Staten begonnen toen het onderzoeks- en defensienetwerk ARPANET onder leiding van Robert Kahn diverse servers van militaire en academische knooppunten met elkaar verbond.
Een belangrijke mijlpaal was de ontwikkeling van The Internet and Transmission Control Protocols (TCP), in 1973 ontwikkeld door de computerspecialist Vinton Cerf. De term internet werd in 1974 voor het eerst gebruikt in een document van Kahn en Cerf over Transmission Control Protocol.
Al bestond het dus al jaren, internet werd pas toegankelijk het grote publiek in de jaren 1990. In augustus 1991 publiceerden Tim Berners-Lee en Robert Cailliau het World Wide Web-project nadat zij enige jaren bij CERN in Zwitserland hadden gewerkt aan HTTP en HTML. Door de uitvinding en introductie van klikbare aan elkaar gelinkte pagina's (HTML/www) werd het internet bereikbaar voor het grote publiek.

### Het ontstaan van e-commerce op internet
Rond 1994 werd internet een bekend publiek verschijnsel. De eerste publicaties verschenen over de economische potentie van internet. Het Witte Huis richtte in 1994 een eigen website (whitehouse.gov) op, de zoekmachines van Yahoo! en Lycos zagen het licht, Netscape kwam met zijn eerste webbrowser, Netscape Navigator. En de eerste bedrijven gingen hun producten online aanbieden: bij Pizza Hut konden pizza's uitgekozen worden, Monster.com bood online banen aan en First Virtual maakte als eerste online bankbetalingen via het web mogelijk. Een jaar later, in 1995, werden Amazon.com en eBay opgericht.
Gratis browsers, de ontwikkeling van beveiligde internetprotocollen (zoals HTTPS) en de opkomst van goede zoekmachines zoals Google bespoedigden de opkomst van e-commerce.

### De dotcom hype
Rond 1996 werd het grote publiek zich bewust van de economische potenties van internet. Yahoo! kreeg als eerste internetbedrijf zijn eigen beursnotering en veel bedrijven volgden. Binnen drie jaar verdrievoudigde de NASDAQ-index in waarde. Dotcoms, zoals internetbedrijven werden genoemd, werden niet meer gewaardeerd op basis van hun winstcijfers. De aantallen bezoekers, of zelfs het verwachte aantal bezoekers, bepaalden voor investeerders de waarde. Als je bezoekers zou trekken en merkbekendheid en marktaandeel kon bouwen, kreeg je vanzelf wel omzet en winst.
Achteraf beschouwd kan deze hype wel worden verklaard. Er was nog weinig kennis over de conversie van sitebezoek naar omzet. En men besefte wel dat bedrijven die in die tijd startten, konden uitgroeien tot de economische molochen van de toekomst. Men kon alleen niet identificeren welke dat zouden worden. De huidige omvang van bedrijven als Yahoo!, Amazon.com en Google tonen aan dat men daar niet per se ongelijk in had.
Op 13 maart 2000 barstte de bel. De kerstinkopen van 1999 waren tegengevallen, de rente was al een paar keer verhoogd en bedrijven hadden veel uitgegeven om de millenniumbug te bestrijden. De investeringscapaciteit was daardoor afgenomen, waardoor aandelen in hardwarebedrijven als Dell, Cisco en IBM minder populair werden. Binnen een jaar halveerde de NASDAQ-index weer in waarde. Talloze dotcoms gingen failliet en vele beleggers waren hun geld kwijt. Een jarenlange recessie volgde.

### Na debubble
In anderhalf jaar tijd waren de technologiebedrijven 5 biljoen dollar aan waarde kwijtgeraakt. Investeerders waren er nauwelijks meer: de kater was groot en het geld was op. Slechts een paar dotcoms hadden de slag overleefd. Waar voorheen onder beleggers denigrerend werd gedaan over bricks and mortar-bedrijven, stonden die in veel gevallen nog recht overeind.
Geleidelijk en behoedzaam bleven de traditionele bedrijven hun e-commerce activiteiten ontwikkelen van bricks and mortar naar bricks and clicks. Ook resterende dotcoms stonden niet stil, maar bouwden geleidelijk aan hun imperium. Amazon.com ging na boeken en cd's ook allerhande andere artikelen verkopen en begon aan een affiliate platform. Google veroverde de wereld met haar superieure zoekmachine en talloze gratis functionaliteiten en kocht YouTube.
Web 2.0 werd geboren: in plaats van consumeren, gingen internetgebruikers nu zelf het internet bevolken met Wikipedia, YouTube, sociale netwerksites als MySpace en weblogs. Op eBay en Marktplaats.nl konden consumenten gratis, tegen een geringe betaling of klein percentage van de opbrengst hun spullen te koop zetten. Talloze kleine particuliere webshops zagen het licht.
Op e-commerce gebied zette Google de toon met Adwords en Adsense. Adverteren hoefde niet meer op basis van pageviews te worden afgerekend, maar op basis van cost per click (kosten per klik). Dat model zet de online-advertentiewereld op zijn kop. Met Analytics bood Google bovendien gratis tools om websites te optimaliseren op conversie. Marketing en e-commerce werden in toenemende mate data-gestuurd waardoor investeringen en opbrengsten veel directer op elkaar kunnen worden afgestemd.

### Mobiele e-commerce
Vanaf de lancering van Apples iPhone in 2007 vond de langverwachte doorbraak van het gebruik van internet op mobiele telefoons plaats. In navolging van Apple lanceerde Google enkele jaren later zijn besturingssysteem Android en boden telecombedrijven steeds vaker databundels aan voor het onbeperkt gebruiken van internet op smartphones. Deze ontwikkelingden zorgen ervoor dat de smartphone een tweede scherm voor de e-commerce werd: m-commerce leek eind 2010 zijn definitieve doorbraak te gaan beleven door de introductie van mobiele betaalmogelijkheden, zoals PayPal.
In 2017 maakten twee miljard mensen een mobiele e-commercetransactie.

## De rol van de overheid
De directe interventie van de centrale overheid is belangrijk om technologische innovatie te bevorderen, i.e. internet. Toelaten van overheidsbeleid, zoals handel- en telecommunicatieliberalisering, zullen waarschijnlijk de grootste invloed op de adoptie van e-commerce hebben. De overheid maakt ICT en de toegang van internet meer betaalbaar. De overheid geeft raad op het gebied van beleidsvorming, financiële investering, infrastructuurontwikkeling, en onderwijs.

### Europese regelgeving
Op 8 juni 2000 werd de Richtlijn inzake elektronische handel van kracht, met als doel de harmonisering en regulering van de sector. Van juni tot september 2020 organiseerde de Europese Commissie een publieke consultatie met het oog op een herziening van de richtlijn. Die zou dan in december 2020 moeten uitmonden in de Digital Services Act, een project van de Commissie-Von der Leyen.

## Effecten
Electronic commerce heeft vele gevolgen voor de betrokken partijen. Hieronder worden er een aantal opgesomd.
- De marktplaats wordt vergroot, vaak zelfs geglobaliseerd. Voor ondernemingen betekent dit een groter afzetgebied. Het biedt voor ondernemingen ruimte zich te specialiseren in een bepaalde niche-markt en zo toch een acceptabele afzet te behouden.
- De informatiekosten worden verkleind, doordat veel informatie makkelijk digitaal opgeslagen kan worden.
- De communicatiekosten worden verkleind en communicatie verloopt sneller via digitale media. Dit effect werd alleen meer vergroot toen het internet steeds meer geschikt werd voor electronic commerce en de duurdere value-added networks verdwenen.
- Voorraden en overheadkosten kunnen gereduceerd worden. De snellere communicatie maakt de implementatie van just in time-systemen mogelijk.
- Als gevolg van globalisering van de markt en lage informatie- en communicatiekosten is het mogelijk om een assortiment aan te bieden dat veel ruimer kan zijn dan offline rendabel is. Dit verschijnsel is de long tail naar het gelijknamige boek van Chris Anderson.
- E-commerce geeft ruimte voor speciale klantenwensen. Zo had sportschoenenfabrikant Nike een website waarop klanten hun eigen schoenen konden ontwerpen. Deze werden dan geproduceerd en binnen afzienbare tijd bij de klant thuis bezorgd.
- De return on investment (ROI) – de relatie tussen het investeren in nieuwe producten en de inkomsten uit die producten – wordt beter meetbaar. De tijd waarbinnen investeringen tot opbrengst leiden wordt bovendien korter.
- Via digitale applicaties kunnen snel nieuwe handelspartners gevonden worden. Bijvoorbeeld door de prijzen van een groot aantal aanbieders op een bepaald product te vergelijken. De markt wordt transparanter en overzichtelijker, en klanten kunnen dus competitiever handelen.
- Producten worden sneller geleverd, doordat de communicatie sneller verloopt en doordat een aantal nieuwe producten digitaal geleverd kunnen worden.
- De klant kan snel aanvullende informatie over bepaalde producten opvragen.
- De klant kan plaatsonafhankelijk consumeren.
- Achtergestelde gebieden, bijvoorbeeld door logistieke beperkingen, kunnen via electronic commerce toch deels ontsloten worden.

## Succesfactoren
Commerciële ondernemingen kunnen succesvol zijn vanwege hun product en de markt waarin zij opereren. Ook zijn een goede organisatiestructuur en management van belang, adequaat financieel beheer, personeelsbeleid, distributie en marketing. Voor e-commerceondernemingen gelden daarbovenop nog een aantal specifieke omstandigheden die mede bepalend kunnen zijn voor hun succes. Hierbij gaan wij uit van een onderneming die via een website opereert. Het is belangrijk dat er gedetailleerde informatie over de producten en services van het bedrijf op de website staan.

### Technische aspecten
1. Webhosting. De website moet stabiel beschikbaar zijn en snel laden.
2. Beveiliging. Klanten moeten er op kunnen vertrouwen dat vertrouwelijke gegevens zoals financiële en persoonlijke gegevens veilig kunnen worden verstuurd en veilig worden bewaard.
3. Kwaliteit van de applicatie. De website moet foutloos werken en voor alle klanten zichtbaar en bedienbaar zijn. Ook de toegankelijkheid van de achterkant van de site (het Contentmanagementsysteem, CMS) moet adequaat zijn.
4. Koppeling met CRM/ERP. Commerciële interactie met klanten moet gevoed, geanalyseerd en aangestuurd worden door een adequate koppeling met back-office processen.
5. Beheer. De goede werking van de technische infrastructuur moet voortdurend worden bewaakt. En er moet tijdig worden ingegrepen bij incidenten. De opstelling en naleving van Service Level Agreements bevorderen dit.

### Online interactie
1. De onderneming heeft conversiedoelen bepaald op basis waarvan de website is ingericht.
2. De website moet voldoen aan usability- en accesibility-standaarden zodat bezoekers intuïtief kunnen interageren en recht op hun doel kunnen afgaan.
3. De website moet voortdurend op conversie worden geanalyseerd en geoptimaliseerd.
4. De grafische vormgeving wordt enerzijds bepaald door de merk-, product- en bedrijfsidentiteit en de daarmee samenhangende doelgroep en anderzijds door optimale interactie en conversie.
5. E-commerce bedrijven doen er verstandig aan om zich on- en offline uiterst communicatief op te stellen via alle mogelijke kanalen.
6. Betalingen moeten snel en veilig online kunnen plaatsvinden.
7. Personalisatie van het contact met de klant is geen must maar bevordert wel de klantentrouw en de conversie. Denk bijvoorbeeld aan gepersonaliseerde pagina´s, gepersonaliseerde zoekresultaten en aanbiedingen via de e-mail. In het verlengde hiervan ligt de mogelijkheid om van een website een soort gemeenschap van gelijkgestemden te maken. Bijvoorbeeld door klantenrecensies, discussieplatforms en loyalty programma´s.
8. In een winkel is altijd de mogelijkheid om iemand aan te spreken. Op de meeste internetsites is dat niet mogelijk. Dat betekent dat de productinformatie en de eventuele afbeeldingen van de producten zeer uitgebreid moeten zijn, zodat consumenten zich uitvoerig kunnen informeren.

### Offline interactie
1. Klanten verwachten snelle offline fulfillment van online acties. De respons moet maximaal een kwestie van uren zijn, niet van dagen. Al is het maar een automatische bevestiging dat de actie is geregistreerd.
2. After sales. Duurzame e-commerce is geen hit and run. De nazorg is net zo belangrijk als bij traditionele handelsactiviteiten. Garanties en retourzendingen horen onderdeel uit te maken van de distributieketen. Internettransacties bieden bovendien bij uitstek de mogelijkheid om contact met de klant te blijven onderhouden.

### Vindbaarheid
De website moet bezoekers aantrekken. Dat kan op verschillende manieren:
- Spontaan verkeer. Bijvoorbeeld door merkbekendheid (mits de domeinnaam van de website overeenkomt met de merknaam) of door bekendheid van het product (mits de domeinnaam van het website overeenkomt met die van het product).
- Vindbaarheid in de organische resultaten van de zoekmachines. Zoekmachineoptimalisatie (SEO) genoemd bevordert dat.
- Vindbaarheid in de betaalde resultaten van de zoekmachines (SEA of Google Adwords).
- Vindbaarheid door opname in directory's zoals startpagina's en online gidsen.
- Bezoekers door advertenties en/of hyperlinks op andere websites.
- Bezoekers door advertenties in offline media zoals kranten, radio, tv, mailings of billboards.
- Bezoekers door e-mail marketing.
- Bezoekers door sociale media (Facebook, Twitter)

### Bedrijfseconomisch
1. Internet biedt bij uitstek de mogelijkheden van marktanalyse. E-commerce ondernemingen doen er goed aan om gedegen onderzoek, analyse en bedrijfsplanning toe te passen met behulp van statistiekpakketten en vastgestelde kengetallen. Hetzelfde geldt voor nauwgezette berekening van de kosten en opbrengsten van elk product en elke functionaliteit.
2. Waarde creëren voor de klanten blijft belangrijk. Op internet is de markt veel transparanter, waardoor producten en prijzen makkelijker met elkaar vergeleken kunnen worden. Dat houdt in dat de concurrentie op prijs en kwaliteit heviger kan zijn dan in de offline wereld. Hier komt echter een hekel punt kijken. Onderzoek[4] heeft uitgewezen dat managers geen idee hebben hoe zij hun online shop kunnen laten groeien. Het lastigste punt blijkt hier dat consumenten niet trouw zijn en net zo gemakkelijk voor een andere shop kiezen. Een ander punt is dat managers graag zo min mogelijk informatie zien, omdat dit afleid van waar het werkelijk om draait en consumenten juist wel uitgebreide informatie willen.
3. De ontwikkeling van internet gaat heel snel. Stilstand is achteruitgang geldt daardoor op internet des te heviger. De innovatieve kracht van een e-commerce bedrijf bepaalt in grote mate de duurzaamheid van het succes. Dat kan ook implicaties hebben voor de interne bedrijfsorganisatie die te maken krijgt met meer turbulentie en zich daarop moet kunnen aanpassen.
4. Traditionele ondernemingen die ook e-commerce activiteiten gaan ontplooien krijgen onvermijdelijk te maken met de noodzaak om distributiekanalen op elkaar te gaan afstemmen. Dat kan leiden tot meer interne of externe concurrentie. Wanneer ondernemingen dit soort activiteiten gaan ondernemen, worden zij bricks-and-clicks genoemd. Er zal nu ook gekeken moeten worden of de onderneming niet aan e-fulfillment moet gaan doen om zijn klanten nog beter te kunnen bedienen[5].

### Juridisch
Handel drijven op internet kent een aantal bijzondere implicaties:
1. Internationaal privaatrechtelijke jurisdictie: welk recht is van toepassing bij grensoverschrijdende internettransacties?
2. btw-kwesties, invoerrechten en accijnzen.
3. Privacyregelgeving
4. Intellectuele eigendomsrechten
5. Aansprakelijkheid

## Standaarden
Op het gebied van electronic commerce zijn diverse standaarden in omloop. In veel gevallen denkt men bij electronic commerce aan webshops, maar ook gestandaardiseerde berichten rond handelstransacties vallen hieronder. De belangrijkste standaarden zijn:
- EDIFACT. Deze standaard wordt op zeer grote schaal ingezet door detailhandelsbedrijven in de communicatie met hun leveranciers

## Opmaaktalen
- Standard Generalized Markup Language (SGML).
- HyperText Markup Language (HTML).
- Extensible Markup Language (XML). RSS is een vorm van XML.